# Ematurga glarearia
Ematurga glarearia är en fjärilsart som beskrevs av Jacob Hübner 1796-1799. Ematurga glarearia ingår i släktet Ematurga och familjen mätare. Inga underarter finns listade i Catalogue of Life.